# Cinque giorni di guai
Cinque giorni di guai è un film del 1996 diretto da Bob Gosse.
Racconta la storia di Jonathan Lyle, un uomo anziano in una casa di riposo (interpretato da Seymour Cassel) che viene trasformato da un mistico, per cinque giorni, in un ragazzo di 12 anni (interpretato da Thomas Guiry) che gioca nella Little League Baseball.
Cinque giorni di guai è interpretato anche da Jordi Vilasuso e Vinnette Justine Carroll (nella sua ultima apparizione cinematografica), e include cameo degli ex giocatori della Major League Baseball Gary Carter e Dave Winfield.
È basato su una storia di Roger Flax, che ha scritto la sceneggiatura insieme ad Ed Apfel.
Il film indipendente è stato prodotto nel 1995 ed è stato distribuito direct-to-video il 23 marzo 1996.
Il film ha segnato l'unica apparizione cinematografica del vero Marley, il Labrador Retriever che è il personaggio centrale del best seller del 2005 Io & Marley. L'autore John Grogan ha dedicato il capitolo 16, "Il provino", alle scappatelle del cane durante le riprese nel parcheggio di un hotel di Lake Worth, Florida. Marley è stato citato nei titoli di coda come "Marley the Dog... As Himself" per i suoi due minuti di tempo sullo schermo.